# Grevillea eremophila
Grevillea eremophila là một loài thực vật có hoa trong họ Quắn hoa. Loài này được (Diels) Olde & Marriott miêu tả khoa học đầu tiên năm 1995.